# 本村剛一
本村 剛一（もとむら ごういち、 1973年12月25日 - ）は、日本の元男子プロテニス選手。千葉県習志野市出身。柳川高校卒業。自己最高ランキングはシングルス134位、ダブルス159位。身長173cm、体重64kg。右利き、バックハンド・ストロークは両手打ち。

## 来歴
柳川高校卒業後の1992年にプロ転向。1993年からデビスカップ日本代表に選出される。1994年の広島アジア大会では団体と混合ダブルスで銅メダルを獲得。全日本テニス選手権ではシングルスで4回、ダブルスで3回優勝を記録した。
グランドスラムではダブルスで1999年のウィンブルドン、シングルスで2000年、2003年の全豪オープンに本戦出場を果たすも、いずれも1回戦で敗退した。
デビスカップでは通算でシングルス21勝16敗、ダブルス3勝1敗を記録、2004年にデビスカップインド代表からの74年ぶりの勝利に貢献した。
本村は2009年に現役を引退した。
2024年に45歳以上の国別対抗団体戦であるITFマスターズ 世界チーム選手権に日本代表として出場し決勝進出、決勝でスペインに0–2で敗れて準優勝となった